# جزيرة موتوو
جزيرة موتوو وهي جزيرة من جزر إندونيسيا، وتقع في إقليم غورونتالو.